# Mesodiomorus
Mesodiomorus is een geslacht van vliesvleugeligen uit de familie Torymidae. De wetenschappelijke naam van dit geslacht is voor het eerst geldig gepubliceerd in 1911 door Strand.

## Soorten
Het geslacht Mesodiomorus is monotypisch en omvat slechts de volgende soort:
- Mesodiomorus compressus Strand, 1911